# Dryops fuscipennis
Dryops fuscipennis is een keversoort uit de familie ruighaarkevers (Dryopidae). De wetenschappelijke naam van de soort werd in 1876 gepubliceerd door Solsky.